# مات بيري (لاعب اتحاد الرغبي)
مات بيري (بالإنجليزية: Matt Perry)‏ هو لاعب اتحاد الرغبي بريطاني، ولد في 27 يناير 1977 في باث في المملكة المتحدة.

## وصلات خارجية
- مات بيري على موقع دوري الرغبي الممتاز (الإنجليزية)
- مات بيري عل موقع إسبنسكروم (الإنجليزية)